# 小野薫 (建設技官)
小野 薫（おの かおる、1944年8月7日 - ）は、日本の建設技官。北海道開発事務次官を経て、退官後日本道路交通情報センター副理事長、日本工営取締役副社長、経済調査会理事長などを歴任した。

## 人物・経歴
北海道大学大学院修了。1968年度国家公務員採用上級甲種試験（土木）合格。
1975年建設省関東地方建設局大宮国道工事事務所調査課長。1977年建設省関東地方建設局建設専門官。1978年建設省関東地方建設局道路部計画調整課長。1979年建設省関東地方建設局道路部道路計画第一課長。1981年建設省道路局企画課長補佐。1983年建設省関東地方建設局長野国道工事事務所長。
1985年建設省中部地方建設局静岡国道工事事務所長。1987年建設省建設経済局建設業課建設専門官。1988年千葉県土木部道路建設課長。1990年建設省道路局地方道課市町村道室長。1991年建設省中部地方建設局道路部長。1992年阪神高速道路公団計画部長。1994年北海道開発庁地政課長。1996年北海道開発局長官房官房次長。1997年北海道開発庁総務監理官。1998年北海道開発庁北海道開発局長。
1999年北海道開発事務次官。2002年日本道路交通情報センター副理事長。2007年日本工営取締役副社長執行役員。2009年北見工業大学理事。2010年日本工営副社長執行役員。2011年経済調査会理事長。2014年経済調査会顧問。日本道路協会理事等も務めた。2016年瑞宝重光章受章。